# Шаффер, Янне
Янне Шаффер (швед. Janne Schaffer, полное имя Ян Эрик Таге Шаффер; род. 24 сентября 1945, Блакеберг, Стокгольм) —
шведский музыкант и композитор. Один из самых знаменитых шведских гитаристов.
Выступает соло и в качестве гитариста для других музыкантов, как на сцене, так и в студии. Участвовал в создании более 5000 записей.
Сотрудничал с такими зарубежными исполнителями, как ABBA, Toto, Боб Марли, со многими музыкантами из Швеции.

## Биография
Янне Шаффер является сыном музыканта Таге Шаффера
и преподавательницы игры на фортепиано Берит Фореус (1912—1990).
Родился 24 сентября 1945 года в
Блакеберге, пригороде Стокгольма.
В школьные годы безуспешно пытался
освоить фортепиано. Раскрыть музыкальные способности подростка помогли занятия игрой на гитаре.
Свою первую группу Ян Шаффер организовал со школьными товарищами из Блакеберга.
В начале музыкальной карьеры, участвовал в работе коллективов The Sleepstones и Attractions вместе с будущим киноактёром Тедом О́стрёмом.
На протяжении 1960-х Шаффер выступал с такими исполнителями, как Гуннар Виклунд и
Бьёрн Скифс, что в дальнейшем привело его к сотрудничеству с более крупными музыкантами, в том числе, в качестве гитариста на записях Теда Гердестада и ABBA.
В 1973 году он начинает выступать соло и, параллельно с этим, работать с Бьёрном J:son'ом Линдом, с которым в том же году основал группу Hörselmat.
Кроме того, гитарист участвовал в деятельности таких коллективов, как Grapes of Wrath, Pop Workshop, Dynamite Brass, Opus III, Svenska Löd AB!, Baltik, Ablution, и др.

## Награды
- 1989: Грэммис (за создание инструментального альбома Electric Graffiti)
- 1999: Премия имени Альбина Хагстрёма[англ.]
- 2005: Illis quorum
- 2023: Медаль Литературы и искусств